# 金属窃盗

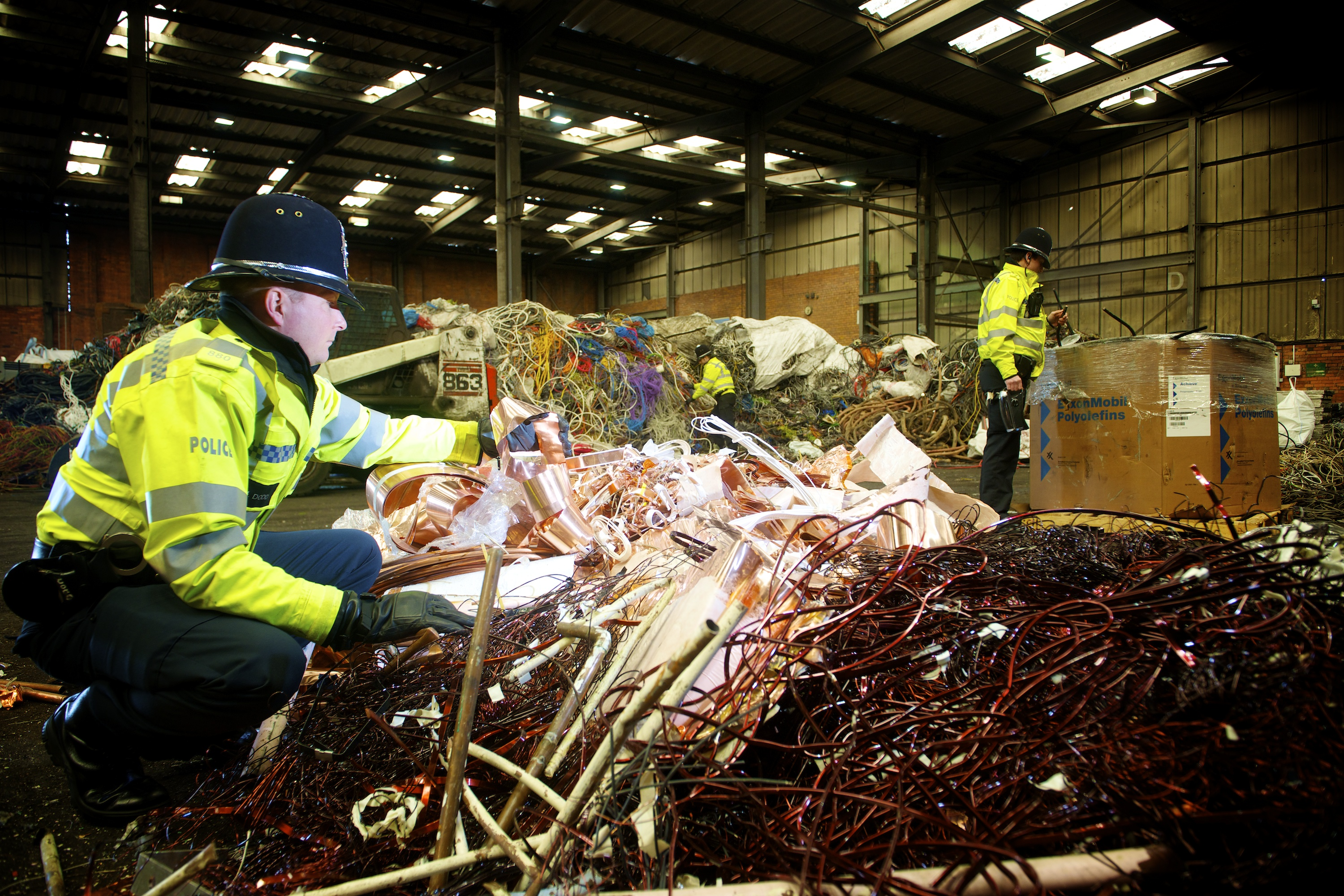
盗まれた金属を調査する英国警察官

金属窃盗（きんぞくせっとう）とは、金属の価値を目的として金属製の物品・設備・工作物などを盗むことである。金、銀などの貴金属にとどまらず、比較的警備のゆるい銅、アルミニウム、真鍮、青銅などの非鉄金属が最も狙われるようになっている。
場合によっては鋳鉄や鉄も狙われることがある。
金属窃盗は停電、鉄道の運行停止など、盗まれた金属の価値より遥かに大きな損害を与える場合が多く、社会に対する悪影響が極めて大きい。
近年世界的に増加傾向に有り、日本では2020年約5,500件から2023年の16,000件へ3年間で3倍に急増した。

## 動機
世界各国の急速な経済発展や工業化にともない、金属資源は急速に枯渇しつつあり、それにともない金属価格は上昇の一途をたどっている。

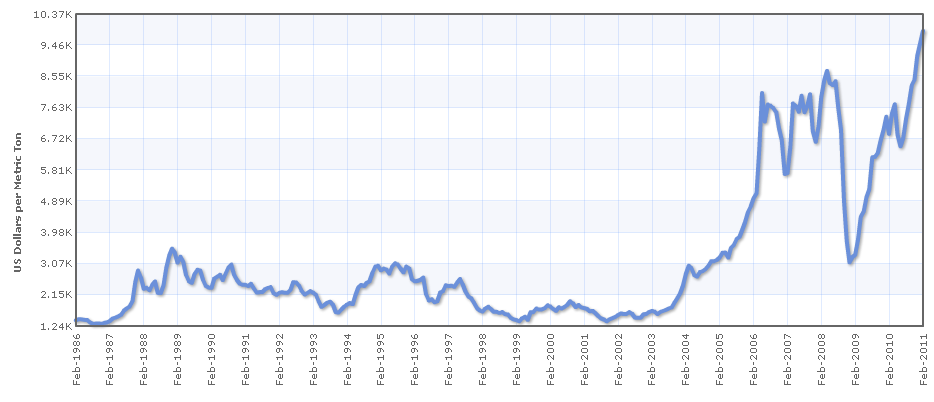
1986年から2011年までの銅価格の推移

最近では新型コロナウイルスによる経済の影響や電気自動車の製造における需要の高まりが影響しているとみられる。
それにより従来は価値の低かった卑金属も狙われるようになった。

## 対策
金属回収業者に売り手の身元確認を義務付ける、よく盗まれる物品（水道の栓、マンホールの蓋、エアコンの室外機）等の買い取り拒否、電力会社は銅線にメッキをして特徴づけることで元の所有者を確認できるようにする、などの対策が挙げられる。
日本においては経産省は関連団体に身元確認などを徹底するよう要請していたが、金属回収は古物商の範疇になく、法的拘束力はなかった。
続発する太陽光発電の送電線盗難対策として、銅の売却を対象に本人確認を要求する罰則付き法律と、銅線を切断するケーブルカッターなどの工具を隠して持ち歩くことを禁じる罰則付き法律が2025年6月13日可決、成立した。
ほか、銅線の代わりにアルミ線、銅クラッドアルミ線を使うなど、より安く非枯渇性の資源を用いるのも有用で、資源保全、低コスト化にもつながる。

## よく盗まれるもの
金属製のものはスクラップとしての価値があり、盗まれる可能性がある。警備が緩く屋外においてあるものが狙われやすい。
- マンホールの蓋やグレーチング
- 電力ケーブル
- 変圧器
- 鉄道のレール
- 工事現場の資材（金属製パイプや足場材など）
- 銘板（橋名板や橋歴版など[13][14]）
- 水道栓
- エアコンの室外機